# Santa Priscila (título cardinalício)
O titulus de Santa Prisca ou Santa Priscila (em latim, S. Priscae) foi instituído em 112, pelo Papa Evaristo em homenagem a Santa Priscila, considerada a primeira mártir do Ocidente.
Desde o século VIII, começou a identificar-se com Santo Áquila, de modo que o título original foi alterado para Aquililae et Priscae. Também há a Igreja de Santa Priscila onde, segundo a tradição, São Pedro batizou a alguns novos cristãos.
O atual cardeal-padre detentor do titulus é o cardeal Justin Francis Rigali, nomeado em 21 de outubro de 2003.

## Titulares
- Domenico (494-?)
- Mauro (590-?)
- Adeodato (604?-?)
- Giovanni (731 o 735-começo de 745)
- Domenico (745-começo de 761)
- Ermogene (761-?)
- Giovanni (853-?)
- Gregorio (1088-1094)
- Geoffroy, O.S.B. (1094-1099)
- Gerardo (1099-ca. 1100)
- Romano (ca. 1110-ca. 1115)
- Gerardo (ou Guirardo) (ca. 1115-ca. 1120)
- Gregorio (1120-1121)
- Pietro (1121-1122)
- Errico (1126 o 1129-1130)
- Gregorio (1130?-ca. 1138)
- Raniero (1138-1146)
- Astaldo degli Astalli (1151-1161)
- Uberto (1159?-começo de 1180)
- Giovanni Colonna, seniore (1193-1205)
- Pierre Arnaud, O.S.B. (1305-1306)
- Arnaud Nouvel (ou Novelli), O.Cist. (1310-1317)
- Simon d'Archiac (1320-1323)
- Jacques Fournier, O.Cist. (1327-1334), Eleito Papa Bento XII
- Gozzio (ou Gotius) Battaglia (1338-1348)
- Bertrand Lagier, O.F.M. (1371-1375)
- Agapito Colona (1378-1380)
- Giacomo d'Itri (ou de Viso) (1378-1387), pseudocardeal do Antipapa Clemente VII
- Pietro Pileo da Prata (1387-1391), pseudocardeal do Antipapa Clemente VII
- Zbigniew z Oleśnicy (ou Sbigneus, ou Sbigniew Olesnick) (1440-1455)
- Juan de Mella (1456-1465)
- Vacante (1465-1496)
- Juan de Castro (1496-1506)
- Niccolò Fieschi (1506-1511); in commendam (1511-1524)
- Vacante (1518-1525)
- Andrea della Valle (1525-1533)
- Vacante (1533-1537)
- Gianvincenzo Carafa (1537)
- Rodolfo Pio (1537-1543)
- Bartolomeo Guidiccioni (1543-1549)
- Federico Cesi (ou Cesa) (1550-1557)
- João Ângelo de Médici (1557-1559)
- Jean Bertrand (1560)
- Jean Suau (1560-1566)
- Bernardo Salviati (1566-1568)
- Antoine Perrenot de Granvelle (1568-1570)
- Stanisław Hozjusz (ou Hoe, ou Hosz) (1570)
- Girolamo di Corregio (1570)
- Gianfrancesco Gambara (1570-1572)
- Alfonso Gesualdo di Conza (ou Gonza) (1572-1578)
- Flavio Fulvio Orsini (1578-1581)
- Pedro De Deza (1584-1587)
- Girolamo Simoncelli (ou Simonelli) (1588-1598)
- Benedetto Giustiniani (1599-1611)
- Bonifazio Bevilacqua Aldobrandini (1611-1613)
- Carlo Conti (1613-1615)
- Tiberio Muti (1616-1636)
- Vacante (1636-1647)
- Francesco Adriano Ceva (1643-1655)
- Giulio Gabrielli (1656-1667)
- Carlo Pio di Savoia (1667-1675)
- Alessandro Crescenzi (1675-1688)
- Marcello Durazzo (1689-1701)
- Giuseppe Archinto (1701-1712)
- Francesco Maria Casini, O.F.M. Cap. (1712-1719)
- Giovanni Battista Salerni, S.J. (1720-1726)
- Luis Antonio Belluga y Moncada (1726-1737)
- Pietro Luigi Caraffa (1737-1740)
- Silvio Valenti Gonzaga (1740-1747)
- Mario Millini (ou Mellini) (1747-1748)
- Vacante (1748-1760)
- Ludovico Merlini (1760-1762)
- Vacante (1762-1801)
- Francesco Mantica (1801-1802)
- Vacante (1802-1832)
- Francesco Maria Pandolfi Alberici (1832-1835)
- Giuseppe Alberghini (1835-1847)
- Vacante (1847-1862)
- Miguel García Cuesta (1862-1873)
- Tommaso Martinelli, O.S.A. (1875-1884)
- Michelangelo Celesia, O.S.B. Cas. (1884-1887)
- Vacante (1887-1891)
- Luigi Sepiacci, O.S.A. (1891-1893)
- Domenico Ferrata (1896-1914)
- Vittorio Ranuzzi de 'Bianchi (1916-1927)
- Charles Binet (1927-1936)
- Adeodato Giovanni Piazza, O.C.D. (1937-1949)
- Angelo Giuseppe Roncalli (1953-1958) Eleito Papa João XXIII
- Giovanni Urbani (1958-1962)
- José da Costa Nunes (1962-1976)
- Giovanni Benelli (1977-1982)
- Alfonso López Trujillo (1983-2001)
- Justin Francis Rigali (2003- )